# Myotis emarginatus
Murin à oreilles échancrées
Espèce
Statut de conservation UICN

 LC  : Préoccupation mineure
Le Murin à oreilles échancrées (Myotis emarginatus), aussi appelé Murin émarginé ou Vespertilion à oreilles échancrées, est une espèce de chauves-souris du genre Myotis.
C'est une espèce crépusculaire et nocturne au vol rapide et agile. La plus grande colonie connue se trouve à Rodès (Pyrénées-Orientales), dans le Sud de la France.

## Description
Chauve-souris de taille moyenne, le pelage à l'apparence laineuse, est roux sur le dos et sans contraste net avec le ventre plus clair. La face et les membranes alaires sont brunes, une nette échancrure sur le bord du pavillon de l'oreille est visible.
- Longueur tête-corps : 4.1 - 5.3 cm
- Longueur queue : 3.8 - 4.6 cm
- Avant bras : 3.6 - 4.47 cm
- Envergure : 22 - 24.5 cm
- Poids : 6 - 15 g
- Dentition : 38 dents (10 incisives, 4 canines, 12 prémolaires, 12 molaires)
- Echolocation : entre 35 et 40 kHz
- Espérance de vie : 18 ans

## Répartition géographique
En Europe, l'espèce est peu abondante dans la majeure partie de son aire de distribution et les densités sont extrêmement variables en fonction des régions. De grandes disparités apparaissent entre les effectifs connus en hiver et en été. En limite de répartition, son statut peut être préoccupant et les effectifs sont même parfois en régression nette. Au sud de la Pologne par exemple, les populations disparaissent lentement.
En France, dans quelques zones géographiques localisées comme les vallées du Cher ou de la Loire et en Charente-Maritime l’espèce peut être localement abondante, voire représenter l'espèce majeure parmi les chiroptères présents. Les comptages, menés depuis plus de 10 ans sur cette espèce essentiellement cavernicole en période hivernale, montrent une lente mais constante progression des effectifs depuis 1990. Mais cette dynamique des populations reste localement très variable en fonction de la richesse biologique des milieux. Des colonies distantes de quelques kilomètres ont la même année un nombre de jeunes qui varie de 12% à 40%. Le Vespertilion aux oreilles échancrées semble être un très bon indicateur de la dégradation des milieux.

## Habitat
Europe moyenne et du Sud, au Nord jusqu'au Limburg (Pays-Bas) et le Sud de l'Allemagne.
Aime la chaleur. Vit dans les bâtiments au Nord de son aire de répartition et dans des grottes au Sud. En plaine et en basse montagne dans des régions karstiques de préférence, mais aussi dans des jardins, des parcs et d'étendues d'eau peu peuplés. Colonies de reproduction dans des combles (au Nord) ou des cavités (grottes, mines) chaudes (au Sud). Parfois dans des combles relativement lumineuses et froides, mais à faibles variations de température. Individus isolés dans des grottes, des galeries et des caves où les animaux sont généralement suspendus librement dans des recoins, sur des murs et plus rarement en grappes épaisses et dans des fissures. Généralement fidèle à ses gîtes (migrations saisonnières inférieurs à 40km).

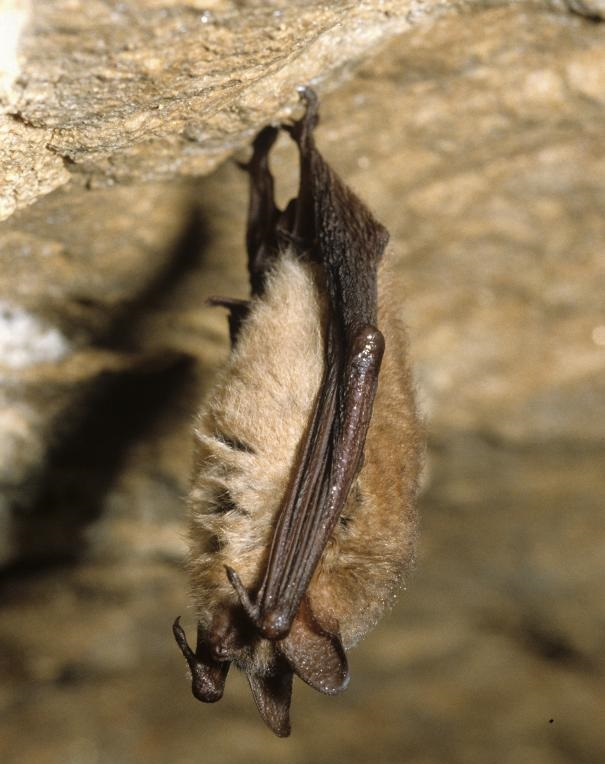
Murin à oreilles échancrées

Elle fréquente les milieux forestiers ou boisés, feuillus ou mixtes, les vallées de basse altitude, mais aussi les milieux ruraux, parcs et jardins, et accessoirement les prairies et pâtures entourées de hautes haies ou les bords de rivière.

## Alimentation
Le Murin à oreilles échancrées vole à la tombée du jour et emprunte toujours les mêmes couloirs aériens. Il chasse le long des haies et à proximité de buissons, dans les arbres ainsi que dans des étables (à l'affût ou en pratiquant le vol sur place). Il peut capturer ses proies (surtout des diptères, des papillons et des araignées) sur différents substrats.
L'espèce devient active une heure après le coucher du soleil. Elle chasse dans le feuillage et prospecte les canopées ou les houppiers. Elle capture préférentiellement des araignées qui ont tendu leur toile entre les branches ou glane les mouches, et peut aussi capturer ses proies en vol, au-dessus de l'eau. Le reste de son régime alimentaire est constitué de Lépidoptères, de Coléoptères et de Neuroptères.

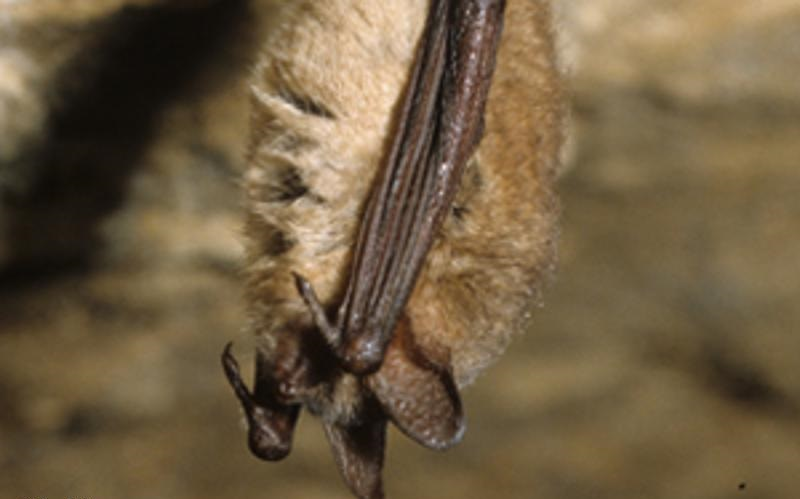
Myotis emarginatus

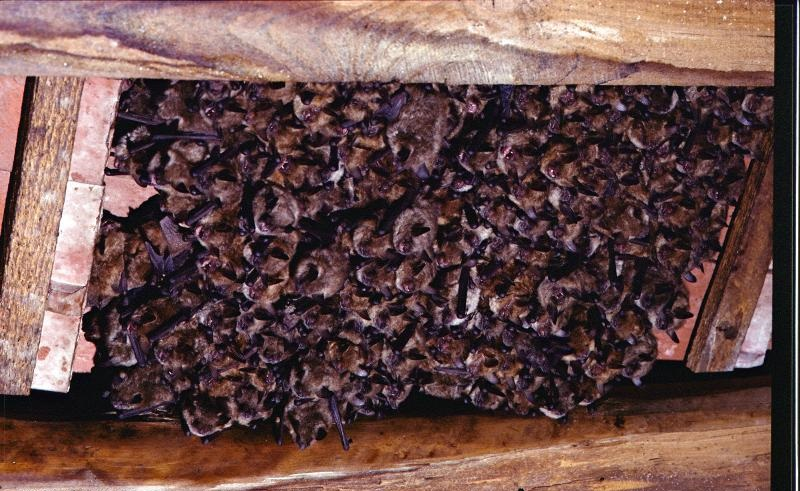
Colonies

## Mœurs
Espèce strictement cavernicole, elle hiberne dans les grottes, carrières, mines et dans les grandes caves, de fin octobre à avril, voire mai. Elle peut former des essaims d'une centaine d'individus, parfois en mixité avec le Grand Murin ou le Murin de Natterer. Les mâles estivent en solitaire, et les femelles, très grégaires, forment des nurseries pour la mises-bas, principalement dans les combles de bâtiment ou dans des cavités souterraines. La taille des colonies est très variable, le plus souvent entre 50 et 600 individus, très souvent en mixité avec une autre espèce, le Grand Rhinolophe. Les naissances ont lieu de mi-juin à mi-juillet, les petits commencent à voler à quatre semaines. Les accouplements se déroulent sur les lieux d'essaimages à la fin de l'été mais aussi en novembre dans les sites souterrains.

## Menaces
Cette espèce est localement menacée par la disparition ou dégradation de son habitat et de ses sources de nourriture.
Comme toutes les autres espèces de chauves-souris, Myotis emarginatus est adaptée à un environnement nocturne. Elle souffre d'une pollution lumineuse croissante.
La population de murins à oreilles échancrées à Paris a chuté de plus de 90 % entre 2004 et 2017

## Protection
Au niveau international cette espèce est protégée par la Convention de Berne (annexe II) relative à la conservation de la vie sauvage et du milieu naturel de l'Europe et la Convention de Bonn (annexe II) sur la conservation des espèces migratrices appartenant à la faune sauvage ainsi que par la Directive européenne dite Directive Habitats-Faune-Flore (annexe II et IV).
Au niveau national, l'espèce est protégée par l'Arrêté du 23 avril 2007 fixant la liste des mammifères terrestres protégés sur l'ensemble du territoire et les modalités de leur protection.

## Recherche
Les chiroptérologues continuent à inventorier les habitats propices à cette espèce, et à étudier l'état des populations, les dynamiques de population, dont avec de nouveaux moyens tels que l'imagerie infrarouge.